# Astragalus alitschuri
Espèce
Astragalus alitschuri est une espèce de plantes à fleurs de la famille des Fabaceae, originaire des zones montagneuses de l'Asie centrale.